# عملية الحافلة رقم 37
كانت عملية الحافلة رقم 37 عملية انتحارية نفذت في 5 مارس 2003 على حافلة تابعة لشركة إيغد في حيفا، إسرائيل. ولقي 17 راكبًا مصرعهم في الهجوم وأصيب 53 آخرون. كان العديد من الضحايا من طلاب جامعة حيفا.
أعلنت المنظمة المسلحة الفلسطينية الإسلامية حماس مسؤوليتها عن الهجوم. وكان المنفذ محمود عمران سليم القواسمي البالغ من العمر 20 عامًا، وطالب في جامعة بوليتكنك فلسطين. وحوكم أيضًا أحد العرب الإسرائيليين المقيمين في حيفا الذي ساعد في التخطيط للهجوم وحكم عليه بالسجن مدى الحياة لتورطه فيه.

## الهجوم
وقع الهجوم في 5 مارس 2003، عندما فجر منفذ من الخليل قنبلة مخبأه تحت ملابسه في حافلة تقل كثيرًا من الأطفال والمراهقين في طريق عودتهم من المدرسة. وانفجرت الحافلة أثناء خروجها من المحطة في شارع موريا، وهو شريان مروري رئيسي بالقرب من حي كرميليا، متجهة من حي بات غاليم إلى جامعة حيفا. وقع الانفجار بينما كانت الحافلة مكتظة بالركاب. وأسفر الهجوم عن مقتل 17 شخصًا وجرح 53 آخرين. وقالت الشرطة أن القنبلة المربوطة بجثة المفجر كانت محملة بشظايا معدنية من أجل زيادة عدد الإصابات.

## النتائج المترتبة
أشاد بالهجوم المتحدثون باسم حماس والجهاد الإسلامي. وقال القيادي في حماس عبد العزيز الرنتيسي «لن نتوقف عن المقاومة.» «ونحن لن تتخلى عن مواجهة القتل اليومي للفلسطينيين.» ردًا على ذلك، قتلت المروحيات الإسرائيلية زعيم حركة حماس إبراهيم المقادمة وثلاثة من مرافقيه.
في 18 أكتوبر 2011، أطلقت إسرائيل سراح ثلاثة أشخاص أدينوا بالتخطيط للهجوم، معاذ وائل طلب أبو شرخ (19 حكم مؤبد)، مجدي محمد أحمد عمرو (19 حكم مؤبد) وفادي محمد إبراهيم الجعبة (18 حكم مؤبد)، في إطار صفقة شاليط.

## وصلات خارجية
- عملية شارع 'موريا' بحيفا؛ كتائب الشهيد عز الدين القسام
- Bus bomb Rocks Haifa – نشر في ديلي تلغراف بتاريخ 5 مارس 2003
- Deadly bus blast rocks Haifa – نشر في بي بي سي نيوز بتاريخ 6 مارس 2003